# Jupiter (TV-program)
För andra betydelser, se Jupiter (olika betydelser).
Jupiter var ett ungdomsprogram som sändes i SVT på fredagar 1999-2000 med premiär den 17 september 1999. Programledare var Henrik Olsson. Grynet gjorde sitt genombrott i detta program. I programmet som spelades in i en futuristisk rymdinspirerad studio förekom bland annat intervjuer, en återkommande datorspelstävling med spelet "Odens öga" och artistuppträdanden - som i regel gjordes med playback. The Motorhomes, Lars Winnerbäck och Antiloop var några av artisterna som gästade programmet.